# Hurtado Pérez
Hurtado Pérez SJ (asi 1526 Mula, Španělsko – 1594 Olomouc) byl jezuitský teolog a první rektor Jezuitské koleje v Olomouci, která se r. 1573 stala univerzitou.
Pocházel ze Španělska, v roce 1553 vstoupil do jezuitského řádu, studoval v Římě. Roku 1555 se stal magistrem svobodných umění a byl poslán jako spolupracovník Petra Canisia na jezuitské koleje v Ingolstadtu a ve Vídni. V letech 1557–1558 působil i na jezuitské koleji v Praze, pak odešel založit kolej v Ojvíně v Horní Lužici. Zakládal i jezuitskou kolej v Trnavě, byl jejím druhým rektorem (1562–1566, kolej posléze zanikla a byla obnovena později). V srpnu 1566 přichází do Olomouce, kde zakládá jezuitskou kolej a stává se jejím prvním rektorem. Tuto funkci vykonával až do září roku 1580, a protože jezuitská kolej dostala roku 1573 právo udělovat akademické grády, stal se i prvním rektorem Olomoucké univerzity. Po roce 1580 byl zpovědníkem biskupa Stanislava Pavlovského, roku 1586 byl poslán vyučovat do Prahy, ale pak si jej biskup vyžádal znovu do Olomouce. Tam zůstal až do své smrti roku 1594.